# Se rezolvă... amigo
Se rezolvă... amigo (în italiană Si può fare... amigo, în engleză It Can Be Done Amigo) este un film western spaghetti italo-hispano-francez din anul 1972, regizat de Maurizio Lucidi și în care rolurile principale sunt interpretate de Bud Spencer, Jack Palance și Francisco Rabal. 

## Rezumat
Hiram Coburn (Bud Spencer) este un vagabond care fuge de Sonny Bronston (Jack Palance) care încerca să-l prindă pentru a-l însura cu forța cu sora lui, Mary (Dany Saval). Sonny îl acuză pe Hiram că a dezonorat-o pe Mary. El are un grup de dansatoare de salon care dau reprezentații în fiecare oraș traversat. Pe drum, Coburn se întâlnește cu un bătrân pe nume Anderson care moare. În pragul morții, acesta îl roagă să-l ducă pe nepotul său orfan Chip Anderson (Renato Cestiè) cu căruța într-un oraș unde avea o bucată de pământ. Hiram promite să aibă grijă de băiat.
Ajunși în oraș, Hiram găsește terenul moștenit de Chip. El primește un număr mare de oferte de a vinde coliba și terenul, dar Chip le respinge pe toate. Hiram trebuie să apere terenul lui Chip de o bandă de criminali condusă de James (Luciano Catenacci) și de preotul-șerif Franciscus (Francisco Rabal), care vrea să pună mâna cu forța pe acel teren bogat în petrol. După ce Coburn va fi obligat să se însoare cu Mary, el va fi ajutat de Sonny. Hiram poate trece prin toate necazurile și descoperă sursa de petrol de pe proprietate. Chip devine bogat, iar Hiram își are asigurat viitorul ca tatăl său vitreg.

## Distribuție
- Bud Spencer - Hiram Coburn
- Jack Palance - Sonny Bronston
- Renato Cestiè - Chip Anderson
- Francisco Rabal - șeriful Franciscus
- Dany Saval - Mary Bronston
- Luciano Catenacci - James
- Roberto Camardiel - bețivul Mole
- Franco Giacobini - omul care mânca pământ
- Serena Michelotti - văduva Warren
- Manuel Guitián
- Salvatore Borghese - ajutorul de șerif
- Marcello Verziera
- Dominique Badou
- Dante Cleri
- Luciano Pigozzi
- Dalila Di Lazzaro
- Luciano Bonanni
- Franca Viganò

### Dubluri în limba italiană
- Glauco Onorato - Hiram Coburn
- Renato Turi - Sonny Bronston
- Paolo Ferrari - șeriful Franciscus

## Despre film
Acesta a fost al patrulea western regizat de Maurizio Lucidi. În ciuda participării excelente a unei echipe spaniole (scenariul lui Rafael Azcona, imaginea lui Aldo Tonti, muzica lui Luis Enriquez Bacalov), filmul este un western parodic care nu a avut prea mare succes. El a fost realizat după o serie de filme western cu Bud Spencer și Terence Hill care au avut încasări foarte mari. 
Bud Spencer interpretează un cowboy singuratic, morocănos numai în aparență, care călătorește cu calul său alb Ronfone și se bate numai după ce-și pune o pereche de ochelari de vedere (deoarece aceștia îl ajută să gândească mai bine). Jack Palance are un rol neobișnuit de ironic. 

## Recepție
Criticul Tudor Caranfil a dat acestui film trei stele din cinci și a făcut următorul comentariu: „Hoinărind prin Vestul sălbatic, masivul Couborn se pricopsește cu un copil lăsat moștenire de un avocat muribund căruia îi e îndatorat. Lucrurile se complică când Sonny, patronul unui bordel ambulant, vrea să spele onoarea surorii sale pe care veneticul a sedus-o și a abandonat-o. Bizarerii în Vestul sălbatic. Un excentric care cumpără, pe bani grei, găletușe cu pământ pe care le mestecă lacom, un reverend-șerif, o mireasă smerită care se transformă, imediat după ceremonia nupțială, într-o muiere strașnică sunt câteva dintre atracțiile acestui western suprarealist, primul în care Spencer e cap de afiș.”